# Vojtech Mihálik
Vojtech Mihálik (30. března 1926 Dolná Streda – 3. listopadu 2001 Bratislava) byl slovenský a československý básník, překladatel, publicista a politik Komunistické strany Slovenska, poslanec Slovenské národní rady a Sněmovny národů Federálního shromáždění na normalizace.

## Životopis
Narodil se v dělnické rodině a vzdělání získal v Seredi, na katolickém gymnáziu v Trnavě a v letech 1945–1949 na Filosofické fakultě Univerzity Komenského v Bratislavě, kde studoval obor slovenština–filosofie. Po skončení studia pracoval jako redaktor; v letech 1949–1950 ve vydavatelství Kniha a v letech 1950–1951 ve vydavatelství Slovenský spisovatel; v letech 1952–1954 ve vojenském časopisu Československý voják, kde působil v době své základní vojenské služby. V letech 1954–1959 byl tajemníkem Svazu slovenských spisovatelů a v letech 1965–1967 byl prvním tajemníkem a předsedou tohoto svazu. V letech 1960–1964 se vrátil do vydavatelství Slovenský spisovatel jako šéfredaktor, v letech 1968–1969 se věnoval výhradně literární činnosti, v letech 1971–1973 pracoval jako odborný poradce na předsednictvu vlády, v letech 1974–1977 se opět pokusil věnovat se výhradně své literární tvorbě a v letech 1977–1985, kdy odešel do důchodu, byl ředitelem vydavatelství Slovenský spisovatel.
Dlouhodobě se v Novém slově mladých, příloze novin Nového slova, věnoval mladým adeptům poezie, ze kterých mnozí později publikovali básnické sbírky v knižní podobě. Vojtech Mihálik bránil v publikování mnohým básníkům tehdejší mladší a střední generace, např. I. Štrpkovi, Š. Moravčíkovi, M. Richterovi, J. Švantnerovi, kteří díky jeho politickým zásahům byli z části nebo i úplně vyloučeni z literárního života zejména v 70. letech 20. století (někteří z nich až do konce 80. let).
Angažoval se i politicky. V letech 1962-1989 se uvádí jako účastník zasedání Ústředního výboru Komunistické strany Slovenska. V letech 1966-1981 byl členem ÚV KSS. Ve volbách roku 1964 se stal poslancem Slovenské národní rady. V SNR zasedal do roku 1981.
V červnu 1967 se zúčastnil 4. sjezdu Svazu československých spisovatelů, na kterém přednesl zdravici od Laca Novomeského – slovenského komunistického politika a umělce, který byl v 50. let v době politických procesů vězněn. Na sjezdu převládaly výrazně kritické referáty ohledně kulturní a politické situace v Československu. Mihálik ale spolu s některými dalšími umělci podepsal prohlášení, ve kterém vyzval, aby se na sjezdu neřešily politické záležitosti.
V roce 1968 byl stoupencem rychlé změny státoprávního uspořádání Československa. Když 9. dubna referoval Vasil Biľak na zasedání ÚV KSS o probíhající debatě v ÚV KSČ okolo postavení Slovenska, Mihálik se v rozpravě jako první veřejný činitel vyjádřil pro konfederativní uspořádání státu s tím, že mělo být přijato do 50. výročí vzniku Československa, tedy do října 1968. Patřil tehdy mezi konzervativní komunistické funkcionáře. 20. dubna 1968 vystoupil z redakce listu Kultúrny život, oficiálně pro nesouhlas s podle něj proizraelskou prezentací arabsko-izraelské války. Historik Jan Rychlík ale soudí, že pravým důvodem byl nesouhlas s demokratizačním procesem Pražského jara.
Mihálik sice odmítl invazi vojsk Varšavské smlouvy do Československa, ale pak se dál umělecky i politicky angažoval za normalizace.
Po provedení federalizace Československa usedl do Sněmovny národů Federálního shromáždění. Mandát nabyl až dodatečně v červnu 1970. Do federálního parlamentu ho nominovala Slovenská národní rada. Mandát obhájil ve volbách roku 1971 (volební obvod Západoslovenský kraj) a volbách roku 1976 (obvod Jaslovské Bohunice). Ve FS zasedal až do konce funkčního období, tedy do voleb roku 1981.

## Dílo
Psát básně začal v období středoškolských studií a svá díla zveřejňoval v časopisech Plameň, Rozvoj, Nový svet a Elán. Knižně debutoval v roce 1947 sbírkou Anjeli. Svými díly otevřeně podporoval komunistickou diktaturu a kritizoval kapitalismus. Vyjádřil i svůj odpor vůči hrozbě válečného konfliktu. V sociálně zaměřené lyrice si všímal především neradostných osudů žen – vdov, opuštěných a bezdětných žen, starých židovek, kterých životy krutě poznamenala válka. Kromě vlastní tvorby se věnoval též překladům z antické, řecké a římské literatura (Sofokles, Aristofanes, Publius Ovidius Naso), polské poezii (Julian Tuwim, Stanisław Jerzy Lec a jiní), ale též italské, francouzské a americké literatury.
Poezie
- 1947 – Anjeli
- 1950 – Plebejská košeľa
- 1952 – Spievajúce srdce
- 1953 – Ozbrojená láska
- 1955 – Neumriem na slame
- 1960 – Archimedove kruhy
- 1963 – Vzbúrený Jób
- 1963 – Tŕpky
- 1964 – Appassionata
- 1965 – Útek za Orfeom
- 1966 – Sonety pre tvoju samotu
- 1968 – Rekviem, báseň
- 1969 – Čierna jeseň
- 1975 – Trinásta komnata
- 1978 – Posledná prvá láska
- 1981 – Erotikon
- 1983 – Účasť
- 1985 – Básne a vyznania
- 1986 – Slnečný čas
- 1987 – Nárek
- 1989 – Impertinencie a iné smútky
- 1989 – Pakľúčová dierka
- 1990 – Velebný pán z Maduníc
- 1992 – C. k. musicus Mozart
- 1996 – Rodisko
- 1998 – Bájky na podvečer, čiže Malý živočíchopis

Výběr z poezie
- 1957 a 1971 – Lyrika
- 1973/1974 – Básně I.–II.

Pro děti a mládež
- 1962 – Kým ja spinkám

Publicistika
- 1973 – Človek proti slepote

Překlady
- 1955 – Julian Tuwim: V době květu
- 1964 – Publius Ovidius Naso: Léky proti lásce
- 1965 – Sofokles: Vládce Oidipus
- 1965 – Lawrence Ferlinghetti: Smutná nahá jezdkyně (Ján Vilikovský)
- 1970 – Aristofanes: Lysistrata
- 1970/1972 – Publius Ovidius Naso: Umění milovat I.–III.
- 1974 – Sofokles: Vládce Oidipus
- 1976 – Julian Tuwim: Vzdálený tygr
- 1980 – Moliere: Škola žen, Učené ženy, Tartuffe, Mizantrop
- 1980 – Sapfó: Písně
- 1981 – Fráňa Šrámek: Raport
- 1982 – Petr Bezruč: Slezské písně
- 1986 – Euripides: Médea
- 1989 – Jiří Wolker: Básnické dílo
- 1996 – Aischylos: Oresteia. Přikovaný Prométeus
- 1979 – Preklady, výběr z překladů

## Ocenění
- 1953 a 1960 Státní cena Klementa Gottwalda
- 1976 Řád práce
- 1966 titul zasloužilý umělec
- 1978 titul národní umělec